# Tintinnabuli
Tintinnabuli (singolare, tintinnabulum, dal latino tintinnabulum, "una campana") è uno stile compositivo creato dal compositore estone Arvo Pärt, introdotto nella sua Für Alina (1976) e riutilizzato in Spiegel im Spiegel (1978). Questo stile semplice fu influenzato dalle esperienze mistiche del compositore con la musica dei canti religiosi. Musicalmente la musica tintinnabolare di Pärt è caratterizzata da due tipi di voce, la prima delle quali (soprannominata "voce tintinnabulare") arpeggia la triade tonica e la seconda si muove diatonicamente in un movimento graduale. Le opere spesso hanno un tempo lento e meditativo e un approccio minimalista sia alla notazione che all'esecuzione. L'approccio compositivo di Pärt si è in qualche modo espanso negli anni a partire dal 1970, ma l'effetto generale rimane in gran parte lo stesso.

## I commenti di Pärt sul suo stile
- "La tintinnabulazione è un'area a cui mi aggiro a volte quando cerco risposte - nella mia vita, nella mia musica, nel mio lavoro. Nelle mie ore buie, ho la certezza che tutto ciò che si trova al di fuori di questa cosa non abbia significato. La complessità e le molte sfaccettature sole mi confondono e devo cercare l'unità: cos'è questa cosa e come faccio a trovare la via per raggiungerla? Le tracce di questa cosa perfetta appaiono in molte forme e tutto ciò che non è importante svanisce. La tintinnabulazione è così... Le tre note di una triade sono come campane ed è per questo che la chiamo tintinnabulazione."[2]
- "Potrei paragonare la mia musica alla luce bianca che contiene tutti i colori, solo un prisma può dividere i colori e farli apparire, questo prisma potrebbe essere lo spirito dell'ascoltatore". - dal saggio White Light di Hermann Conen, tradotto in inglese da Eileen Walliser-Schwarzbart (trovato nelle note di copertina della release di Alina della ECM).[3]
- "Tintinnabuli è la connessione matematicamente esatta da una linea all'altra..... tintinnabuli è la regola in cui la melodia e l'accompagnamento [la voce accompagnatoria]... sono una cosa sola. Uno e uno sono uno, non sono due. Questo è il segreto di questa tecnica". - da una conversazione tra Arvo Pärt e Antony Pitts registrata per la BBC Radio 3 alla Royal Academy of Music di Londra il 29 marzo 2000, come stampato nelle note di copertina della pubblicazione Naxos Records di Passio.[4]